# العلاقات اليابانية الغواتيمالية
العلاقات اليابانية الغواتيمالية هي العلاقات الثنائية التي تجمع بين اليابان وغواتيمالا.

## مقارنة بين البلدين
هذه مقارنة عامة ومرجعية للدولتين:
| وجه المقارنة                                              | اليابان         | غواتيمالا       |
| --------------------------------------------------------- | --------------- | --------------- |
| المساحة (كم2)                                             | 377.97 ألف      | 108.89 ألف      |
| عدد السكان (نسمة)                                         | 126.79 مليون    | 17.26 مليون     |
| الكثافة السكانية (ن./كم²)                                 | 335.45          | 158.51          |
| العاصمة                                                   | طوكيو           | غواتيمالا       |
| اللغة الرسمية                                             | اللغة اليابانية | اللغة الإسبانية |
| العملة                                                    | ين ياباني       | كتزال غواتيمالي |
| الناتج المحلي الإجمالي (بليون دولار)                      | 4.87 تريليون    | 75.62 مليار     |
| الناتج المحلي الإجمالي (تعادل القوة الشرائية) بليون دولار | 5.18 تريليون    | 126.21 مليار    |
| الناتج المحلي الإجمالي الاسمي للفرد دولار أمريكي          | 34.52 ألف       | 3.90 ألف        |
| الناتج المحلي الإجمالي للفرد دولار أمريكي                 | 36.62 ألف       | 7.45 ألف        |
| مؤشر التنمية البشرية                                      | 0.903           | 0.627           |
| رمز المكالمات الدولي                                      | +81             | +502            |
| رمز الإنترنت                                              | .jp             | .gt             |
| المنطقة الزمنية                                           | توقيت اليابان   | 00              |

## منظمات دولية مشتركة
يشترك البلدان في عضوية مجموعة من المنظمات الدولية، منها:
| علم المنظمة | اسم المنظمة                               | تاريخ انضمام اليابان | تاريخ انضمام غواتيمالا |
| ----------- | ----------------------------------------- | -------------------- | ---------------------- |
|             | يونسكو                                    | 2 يوليو 1951         | 2 يناير 1950           |
|             | مؤسسة التمويل الدولية                     | 20 يوليو 1956        | 20 يوليو 1956          |
|             | المركز الدولي لتسوية المنازعات الاستشارية | 16 سبتمبر 1967       | 20 فبراير 2003         |
|             | منظمة حظر الأسلحة الكيميائية              | ?                    | ?                      |
|             | مؤسسة التنمية الدولية                     | 27 ديسمبر 1960       | 27 أبريل 1961          |
|             | منظمة التجارة العالمية                    | ?                    | ?                      |
|             | وكالة ضمان الاستثمار متعدد الأطراف        | 12 أبريل 1988        | 11 يوليو 1996          |
|             | الاتحاد البريدي العالمي                   | ?                    | ?                      |
|             | الاتحاد الدولي للاتصالات                  | 29 يناير 1879        | 10 يوليو 1914          |
|             | منظمة الشرطة الجنائية الدولية             | ?                    | ?                      |
|             | الأمم المتحدة                             | 18 ديسمبر 1956       | 21 نوفمبر 1945         |
|             | البنك الدولي للإنشاء والتعمير             | 13 أغسطس 1952        | 28 ديسمبر 1945         |
|             | المنظمة الهيدروغرافية الدولية             | ?                    | ?                      |

## وصلات خارجية
- موقع وزارة الخارجية اليابانية
- موقع وزارة الخارجية الغواتيمالية